# Tour de Colombie 1977
Le Tour de Colombie 1977, qui se déroule du 23 mai au 5 juin 1977, est une épreuve cycliste remportée par le Colombien Rafael Antonio Niño qui empoche ainsi son quatrième Tour de Colombie après ceux de 1970, 1973 et 1975. Cette course est composée de treize étapes.

## Classement général
| Classement final | Classement final        | Classement final | Classement final | Classement final    |
|                  | Coureur                 | Pays             | Équipe           | Temps               |
| ---------------- | ----------------------- | ---------------- | ---------------- | ------------------- |
| 1er              | Rafael Antonio Niño     | Colombie         | Banco Cafetero   | en 39 h 36 min 34 s |
| 2e               | José Patrocinio Jiménez | Colombie         | Minobras         | + 15 s              |
| 3e               | Alfonso Flórez          | Colombie         | Castalia         | + 1 min 8 s         |
| modifier         |                         |                  |                  |                     |